# Heraclia mabillei
Heraclia mabillei är en fjärilsart som beskrevs av Max Bartel 1903. Heraclia mabillei ingår i släktet Heraclia och familjen nattflyn. Inga underarter finns listade i Catalogue of Life.